# Armina cuvierii
Armina cuvierii is een slakkensoort uit de familie van de Arminidae. De wetenschappelijke naam van de soort werd in 1837 voor het eerst geldig gepubliceerd door Alcide d'Orbigny.